# Tillmann Pentele
Tillmann Pentele, sz. Tillmann Attila (Komló, 1979. december 4. –) költő, író, szerkesztő.

## Életpályája
Pécsett, az 500. Sz. Angster József Szakképző Iskolában érettségizett 2000-ben. Utána beteghordó-műtőssegéd, könyvesbolti eladó, fagylaltárus, hírlapfeldolgozó (remittenda osztályon), postai kézbesítő, kéményseprő, CNC-gépkezelő, majd ismét kéményseprő munkakörben dolgozik.
2013-tól jelennek meg versei, azon belül is elsősorban haikui online és nyomtatott folyóiratokban. Több antológiában is szerepelt.
Szerzői nevét Tillmann J. A. filozófusra, esztétára való tekintettel változtatta meg Tillmann Pentelére. (A Pentele ma már kevésbé ismert, görög eredetű keresztnév, jelentése: könyörületes.)
Verseit a nyelvi játékosság, a hétköznapi élmények tágabb asszociációkba helyezése és az életöröm jellemzi.
Kazincbarcikán él. A Dr. Kotász Könyvkiadó szerkesztője.

## Kötetei
- Eleven viadukt – 120 haiku (Műpártolók Egyesülete – Napkút Kiadó, 2018)
- Éhes sziromsugarak – 121 haiku (Dr. Kotász Könyvkiadó, 2022)